# Eschenstruth

Blick von Ostflanke des Kl. Belgerkopfs über Eschenstruth südostwärts nach Hessisch Lichtenau (2006)

Blick von St. Ottilien nordwestwärts nach Eschenstruth – mit Kaufunger Wald im Hintergrund, März 2010

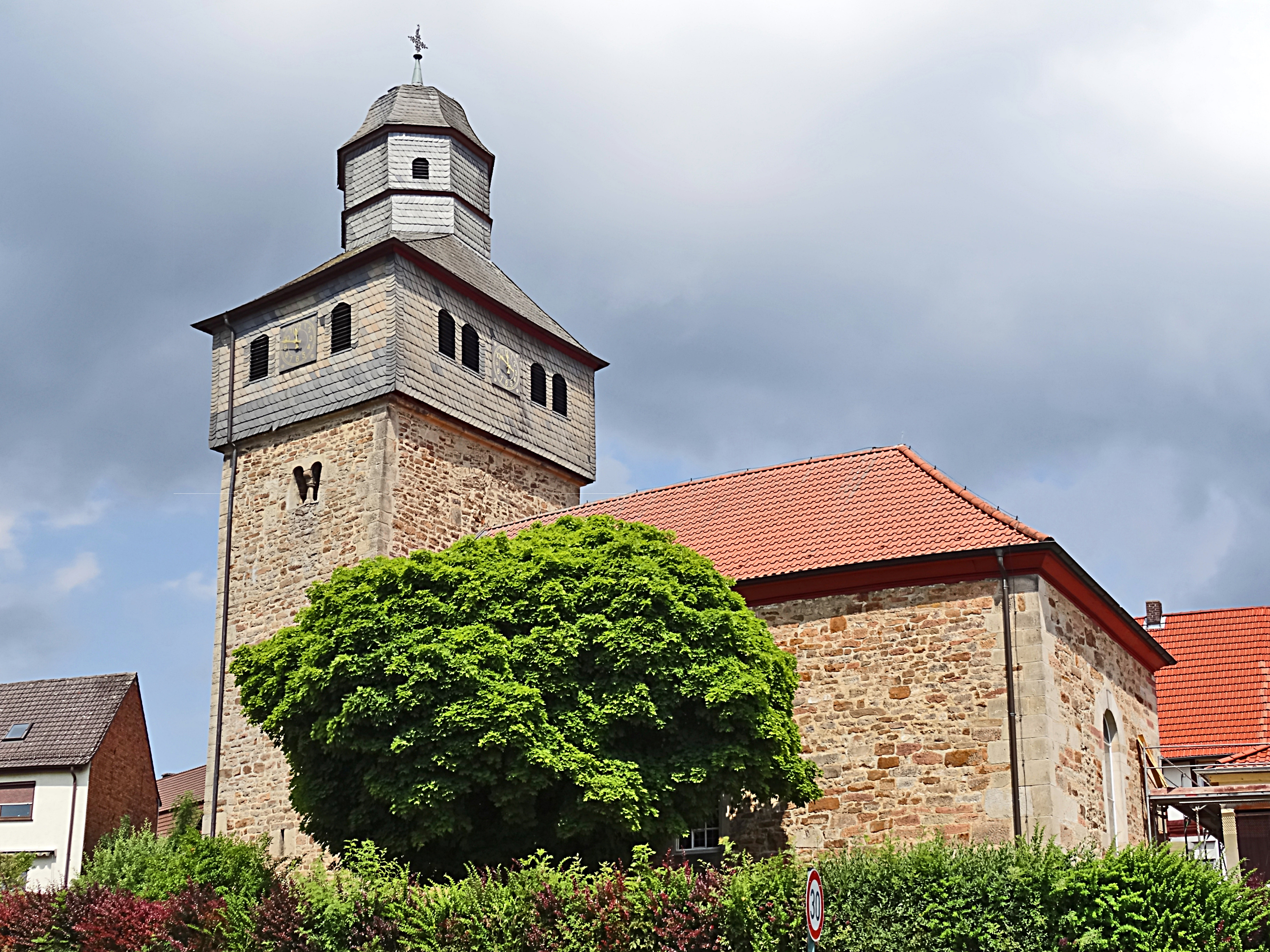
(ev.) Thomaskirche

Eschenstruth ist einer von insgesamt vier Ortsteilen der Gemeinde Helsa im nordhessischen Landkreis Kassel. Der Ort hat 1931 Einwohner (Stand 2012).

## Geographie
Eschenstruth liegt auf der Ostflanke der bewaldeten Söhre (Teilgebiet Stiftswald Kaufungen) südöstlich unterhalb des Kleinen Belgerkopfs (ca. 490 m ü. NN). Das Dorf befindet sich etwa 3,6 km (Luftlinie) südsüdwestlich des Helsaer Kernorts. Etwa in West-Ost-Richtung fließt südlich vorbei am Dorf das Männerwasser, das östlich unterhalb der Ortschaft in die Losse mündet; direkt jenseits des Flusses liegt der Kaufunger Wald. Die Ortschaft liegt zwischen 310 und 380 m ü. NN.
Im Lossetal verläuft zwischen Helsa und dem südöstlich gelegenen Hessisch Lichtenauer Dorf Fürstenhagen die Bundesstraße 7, von der die durch Eschenstruth südwestwärts nach St. Ottilien führende Landesstraße 3460 abzweigt, und zudem führte entlang der Losse die Bahnstrecke Kassel–Waldkappel (Lossetalbahn), die Bahn wurde leider eingestellt. Die Schienen liegen heute (2022) noch bis in den Ort Hess. Lichtenau. Eine Zeitlang verkehrte die RegioTram RT4, mit Haltestelle in Eschenstruth. Heute (2022) fährt die Straßenbahn vom Druseltal in Kassel bis Hess. Lichtenau. Im Hauptverkehr 1/2-stündlich und sonst stündlich.
Rund 2,5 km nördlich von Eschenstruth erhebt sich im Söhreteilgebiet Stiftswald Kaufungen der Bielstein (528,7 m ü. NN) mit der etwa 15 m hohen Basaltsäule Bilsteinkirche und etwas westlich davon der Michelskopf (ca. 485 m ü. NN) mit den in ehemaligen Basaltsteinbrüchen befindlichen Michelskopfseen. Etwa 2,2 km nordnordöstlich von Eschenstruth, in Richtung Helsa, liegt der Lewalterbrunnen, benannt nach dem Volksliedforscher Johann Lewalter. Rund 1,5 km westlich des Dorfs liegt das Naturschutzgebiet Heubruchwiesen bei Eschenstruth (NSG-Nr. 163667), das 1989 gegründet wurde und 51,49 ha groß ist. Jenseits davon liegt Wüstung Lobesrode (auch Lubisrode genannt).

## Geschichte
Die erste urkundliche Erwähnung erfolgte im Jahre 1126 durch den Erzbischof Adalbert von Mainz. Bald darauf wurde noch im 12. Jahrhundert mit dem Bau der Kirche begonnen.
Ein Kompetenzstreit zwischen dem Stift Kaufungen und dem Landgrafen von Hessen über den Ort ist 1516 in der Chronik verzeichnet. Vier Jahre später zählte der Ort 45 Haushalte.
Vom Dreißigjährigen Krieg (1618–1648) blieb der Ort verschont. Ab 1687 erfolgte der Bau eines Schulhauses (Mittelgasse 9 und 11). Es begann sich eine Leineweberzunft zu etablieren, die im 19. Jahrhundert ihre Hochkonjunktur erlebte.
Zur Zeit des napoleonischen Königreichs Westphalen (1807–1813) gehörte Eschenstruth zum Kanton Kaufungen.
1879 erfolgte die Eröffnung der Eisenbahnstrecke Kassel–Waldkappel (Lossetalbahn).
Zum 1. August 1972 wurde Eschenstruth im Zuge der Gebietsreform in Hessen mit Helsa-Wickenrode und St. Ottilien kraft Landesgesetz zur heutigen Gemeinde Helsa zusammengeschlossen.
Im Jahr 2001 beging Helsa seine 875-Jahr-Feier.

### Zwangsarbeiterinnenunterkunft und DP-Lager Rochelle
Während des Zweiten Weltkrieges existierte etwa 1,25 km nordöstlich von Eschenstruth im unteren Tal des kleinen Losse-Zuflusses Rohrgraben ein Fremdarbeiterlager, in dem ca. 1000 dienstverpflichtete Frauen der Sprengstofffabrik Hessisch Lichtenau untergebracht waren. Nach 1945 diente das Lager zunächst als Amerikanische Kaserne., bevor es 1947 in ein Lager für Displaced Persons umgewandelt wurde, das unter dem Namen DP-Lager Rochelle bekannt wurde. Es diente zunächst als Ersatz für ein geschlossenes Lager in Hessisch Lichtenau (Lager Vereinshaus) und erhielt im März 1947 Zuwachs durch mehrere Hundert polnische DPs, die zuvor im DP-Lager Babenhausen untergebracht waren. Im Lager wurden auch Kurse der Jüdischen Berufsfachschule Masada angeboten.
Im März 1949 wurde das DP-Lager geschlossen und das Lager „zur ersten geschlossenen Flüchtlingssiedlung des Landes Hessen ausgebaut“, deren offizielle Einweihung als Flüchtlingssiedlung Waldhof am 30. November 1949 stattfand. In der 1951 nach Eschenstruth eingemeindeten Waldsiedlung wurde im Juli 1950 bei einem Treffen der Heimatvertriebenen ein Mahnmal eingeweiht, das 1960 wieder entfernt wurde. Erinnerungen an das DP-Lager sind nicht überliefert, doch hat sich eine „Liste der Einwohner des jüdischen DP-Lagers Rochelle in Eschenstruth bei Kassel“ erhalten, die den Bewohnerstand vom 30. Juli 1947 wiedergibt.

## Wappentier
Der Blutfink, besser bekannt unter dem Namen Dompfaff oder Gimpel, ist das Wappentier des Ortsteils Helsa-Eschenstruth. Die Einwohner von Eschenstruth trugen den Spottnamen „Blutfinken“. Sie erhielten diesen, weil für sie noch Mitte des 16. Jahrhunderts das Abrichten von Blutfinken zu ihren Nebenverdiensten zählte. Die Böden auf der Anhöhe, auf der Eschenstruth gegründet worden war, galten als nicht besonders fruchtbar. Die Einwohner waren daher in ihrer Not sehr erfinderisch und verschafften sich eine Einnahmequelle, indem sie junge Gimpel, die vier bis fünf Tage alt waren, aus ihrem Nest holten und zu sich nach Hause brachten.
Blutfinken werden in Gefangenschaft erstaunlich zahm und zutraulich. Die Jungvögel wurden nach ihrem Fang so lange gefüttert, bis sie flügge wurden. Dann begann für sie die Lehrzeit: Die Männchen wurden unermüdlich, Tag für Tag, morgens, mittags und abends unterrichtet. Ihr Ziehmeister pfiff ihnen Melodien wie z. B. Das Ännchen von Tharau, Mit dem Pfeil, dem Bogen, oder Ach, wie ist´s möglich vor. Nach acht Monaten konnten die Vögel die Melodie fehlerfrei flöten. Ein Gimpel brachte damals  bis zu fünfzig Mark. Für einen Weber oder einen Schuster war das viel Geld. Heute ist der Gimpelfang nicht mehr erlaubt.